# 직원

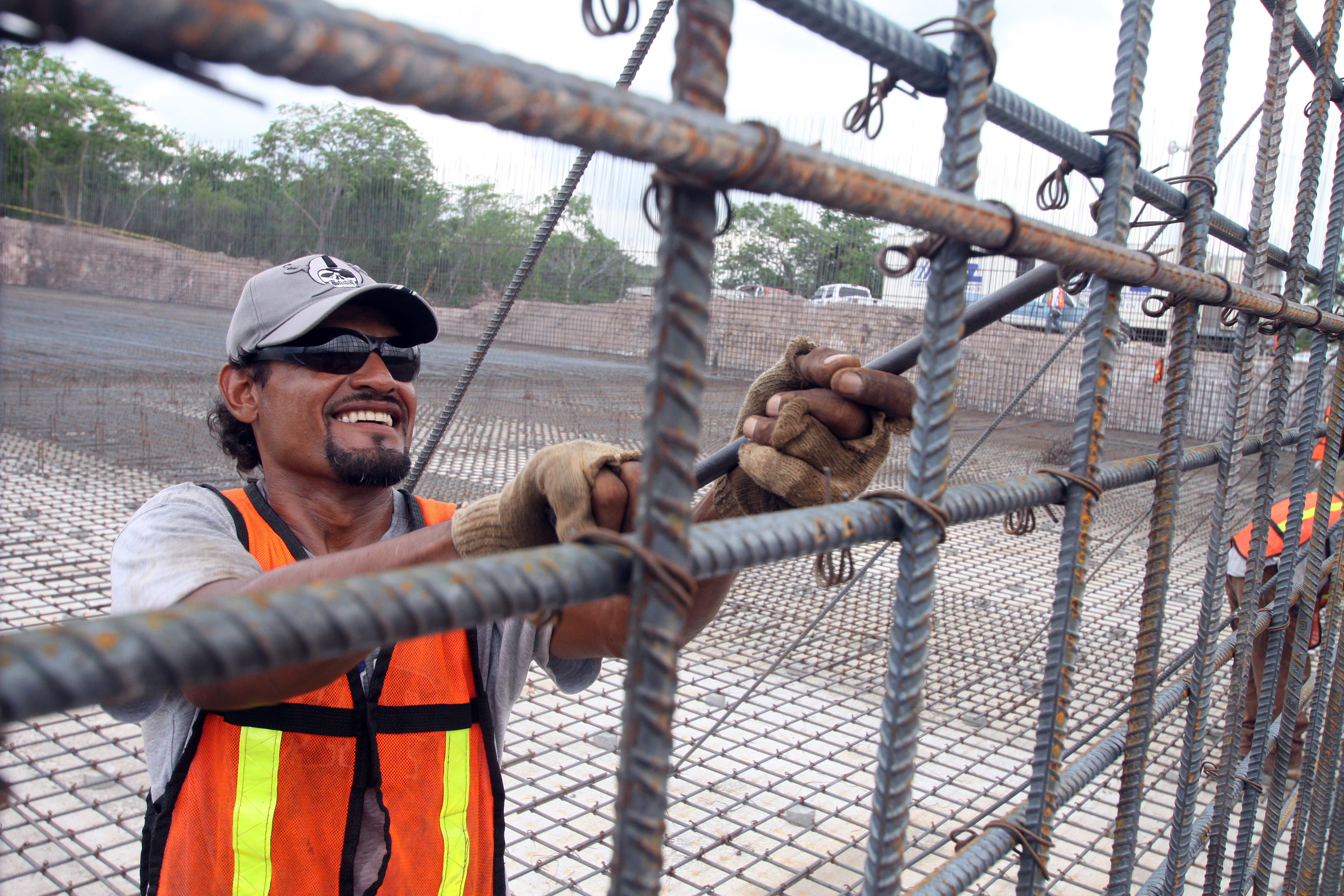

피용자(被傭者, employee)는 사용자에게 고용되어 노동하는 임노동자다. 흔히 직원(職員)이라고 한다.

## 기업에서의 직원
사원(社員), 종업원(從業員) 등과 동의어로 사용된다. 법인인 경우에는 임원은 포함하지 않는다. 주식회사 형태의 기업에 있어서는 사원이라고 부르기도 하지만, 은행의 경우에는 은행원이라고 부른다.

## 회사임원
주로 이사진(理事陣)에서 임명되며, 이들은 사장·부사장 및 기타 상임이사로서 구성되고, 이들 이사가 각부의 책임을 맡는다.

## 같이 보기
- 고용
- 사장 (경영)